# Hans Jonak von Freyenwald
Hans Jonak von Freyenwald (* 7. Dezember 1878 in Wien; † 10. November 1953 ebenda) war ein österreichischer antisemitischer Publizist. Er veröffentlichte auch unter den Pseudonymen Stephan Vász, Karl Bergmeister, Tibor Erdély und Hans Richter.

## Leben
Jonak von Freyenwald entstammte einer katholischen böhmischen Adelsfamilie. Nach der Promotion zum Dr. jur. war er als Verwaltungsjurist im Staatsdienst tätig, zunächst in der Postdirektion Wien, dann im österreichischen Handelsministerium. Er wurde 1917 Präsidialvorstand im Amt für Volksernährung, ab 1919 trug er den Amtstitel eines Ministerialrats. Infolge des Vertrags von Saint-Germain musste Österreich seinen Verwaltungsapparat verkleinern und Jonak wurde 1922 in den vorzeitigen Ruhestand versetzt.
Anschließend widmete er sich als Publizist und „Privatgelehrter“ vollständig der „Judenfrage“. Er verfasste Artikel für die antisemitischen Zeitschriften Der Hammer und Der Weltkampf. Zum 6. August 1932 trat er der NSDAP bei (Mitgliedsnummer 1.209.846). Im Berner Prozess um die „Protokolle der Weisen von Zion“ (1933–1935) erstattete Jonak zusammen mit Ulrich Fleischhauer ein umfangreiches Gutachten, in dem sie die Echtheit der angeblichen Protokolle nachzuweisen versuchten. Im anschließenden Revisionsverfahren (1935–1937) unterstützte Jonak die Seite der beklagten Antisemiten, indem er Recherchen zur Herkunft der „Protokolle“ in Kreisen rechter russischer Emigranten betrieb und für den Beklagtenanwalt das Plädoyer entwarf. Enge Kontakte unterhielt er etwa zu Nikolai Markow, Nikolai Schewachow und dem Sohn von Sergei Nilus.
Von 1934 bis 1941 war Jonak Mitarbeiter der von Fleischhauer und Georg de Pottere gegründeten antisemitischen Propaganda- und Nachrichtenagentur Welt-Dienst. Anschließend war er ständiger Mitarbeiter des Stürmers.  Jonaks erfolgreichstes Werk ist die 1941 im Stürmer-Verlag erschienene Anthologie Jüdische Bekenntnisse aus allen Zeiten und Ländern, die zum Teil echte Zitate aus religiösen Schriften und Werken jüdischer Autoren enthält, die Jonak jedoch bewusst entstellend aus dem jeweiligen Zusammenhang riss. Das Buch wurde nach 1945 – angeblich zu wissenschaftlichen Zwecken – nachgedruckt.
Jonak benutzte bei seinen Publikationen neben seinem eigenen Namen auch zahlreiche Pseudonyme, um laut Michael Hagemeister den Eindruck zu erwecken, es gäbe eine breite internationale Front antisemitischer Autoren.
Die Wiener Library erwarb 1955 einen Großteil des schriftlichen Nachlasses Jonak von Freyenwalds – die sogenannte Freyenwald Collection. Sie befindet sich in der Wiener Collection der Universität Tel Aviv.

## Werke (Auswahl)
- (als Stephan Vász:) Das Berner Fehlurteil über die Protokolle der Weisen von Zion. U. Bodung-Verlag, Erfurt 1935.
- (als Karl Bergmeister:) Der jüdische Weltverschwörungsplan. Die Protokolle der Weisen von Zion vor dem Strafgerichte in Bern. U. Bodung-Verlag, Erfurt 1937.
- Der Berner Prozeß um die Protokolle der Weisen von Zion. Akten und Gutachten. Band 1: Anklage und Zeugenaussagen. U. Bodung-Verlag, Erfurt 1939.
- Jüdische Bekenntnisse aus allen Zeiten und Ländern. Stürmer-Buchverlag, Nürnberg 1941. Nachdruck: Faksimile Verlag, Bremen 1992.